# Club Deportivo Valle de Egüés
El Club Deportivo Valle de Egüés es un club de fútbol de España del municipio de Valle de Egüés en Navarra. 
Juega actualmente en el grupo 2 de la Segunda División RFEF

## Historia
Fundado en 1968, durante las primeras décadas compite de manera amateur. El C. D. Egüés se federa en la temporada 1974/75 para jugar en 2ª Regional. Poco a poco el equipo progresa hasta lograr el ascenso a Tercera División Nacional en 1985/86. Desde entonces se ha mantenido en esta categoría consiguiendo grandes resultados. Consigue disputar hasta 6 fases de ascenso a Segunda División B, proclamándose también dos veces campeón de Liga.
En el año 2000 se produce un hecho significativo en la historia del club, ya que pasa de llamarse C.D. Egüés a C.D. Valle de Egüés. En La temporada 22-23 consigue el histórico ascenso a 2ª RFEF tras quedar primero en la Liga, siendo los entrenadores Txiki Azcaz y Patxi Larraza.

## Palmarés
- Temporadas en Tercera División: 37 temporadas (consecutivas)
- Campeón: 3 (2004/05 y 2006/07)
- Subcampeón: 1 (2003/04)
- Participaciones en Promoción a Segunda B: 6
- Mare Nostrum Cup (2022)

### Todas las Temporadas
| Temporada      | División | Puesto | Copa |
| -------------- | -------- | ------ | ---- |
| De 1974 a 1986 | Regional | —      |      |
| 1986-87        | 3ª       | 13º    |      |
| 1987-88        | 3ª       | 15º    |      |
| 1988-89        | 3ª       | 12º    |      |
| 1989-90        | 3ª       | 15º    |      |
| 1990-91        | 3ª       | 11º    |      |
| 1991-92        | 3ª       | 12º    |      |
| 1992-93        | 3ª       | 4º     |      |
| 1993-94        | 3ª       | 16º    |      |
| 1994-95        | 3ª       | 13º    |      |
| 1995-96        | 3ª       | 9º     |      |
| 1996-97        | 3ª       | 7º     |      |
| 1997-98        | 3ª       | 13º    |      |
| 1998-99        | 3ª       | 10º    |      |
| 1999-00        | 3ª       | 7º     |      |
| 2000-01        | 3ª       | 5º     |      |
| 2001-02        | 3ª       | 5º     |      |
| 2002-03        | 3ª       | 6º     |      |
| 2003-04        | 3ª       | 2º     |      |
| 2004-05        | 3ª       | 1º     |      |

| Temporada | División | Puesto | Copa |
| --------- | -------- | ------ | ---- |
| 2005-06   | 3ª       | 3º     |      |
| 2006-07   | 3ª       | 1º     |      |
| 2007-08   | 3ª       | 6º     |      |
| 2008-09   | 3ª       | 8º     |      |
| 2009-10   | 3ª       | 7º     |      |
| 2010-11   | 3ª       | 3º     |      |
| 2011-12   | 3ª       | 12º    |      |
| 2012-13   | 3ª       | 11º    |      |
| 2013-14   | 3ª       | 6º     |      |
| 2014-15   | 3ª       | 12º    |      |
| 2015-16   | 3ª       | 7º     |      |
| 2016-17   | 3ª       | 13º    |      |
| 2017-18   | 3ª       | 11º    |      |
| 2018-19   | 3ª       | 16º    |      |
| 2019-20   | 3ª       | 10º    |      |
| 2020-21   | 3ª       | 3º     |      |
| 2021-22   | 3ª RFEF  | 11º    |      |
| 2022-23   | 3ª RFEF  | 1º     |      |
| 2023-24   | 2ª RFEF  | sd     | sd   |

## Estadio
En el año 2000 se abandona el viejo campo de San Martín, situado en Egüés y se cambia a Sarriguren al nuevo de hierba artificial dentro de la Ciudad Deportiva de Sarriguren. El campo de fútbol se completó posteriormente en mayo de 2010 con unas gradas para 500 personas y unos vestuarios nuevos.

## Uniforme
- Uniforme titular: Camiseta, pantalón y medias azules.
- Uniforme suplente: Camiseta, pantalón y medias rojas.[4]

## Categorías inferiores
El filial, el C.D. Valle de Egüés B milita actualmente en la Preferente de Navarra.
El club también tiene numerosos equipos en el resto de las categorías inferiores, pasando por las categorías Juvenil, Cadete, Infantil y Fútbol 8 en la modalidad de campo, así como diversos equipos en la modalidad de fútbol sala para los más pequeños.

## Títulos
El club ha conseguido ser campeón de Liga en 3ª División en 2004/05 y 2006/07.
En la temporada 2015/16 se proclamó campeón de la Copa Navarra de Tercera División, clasificándose para la fase nacional de la Copa Real Federación Española de Fútbol, donde fue eliminado en Diecisiesavos de Final por el C.D. Móstoles.
En la temporada 2022-23 el equipo ganaría la Tercera Federación, logrando el ascenso a Segunda Federación.
En la temporada 2012/13, el equipo filial se proclamó campeón de la Copa Navarra en 1ª Regional.

## Premios y galardones
El equipo juvenil del club recibió el Premio a la Deportividad DLB-FN la temporada 2013/14.